# 长沙市市长列表

## 中华民国时期
- 长沙市政筹备处处长
  - 何元文，1932年5月-1933年10月在任。
- 长沙市政府市长
  - 何元文，1933年10月-1937年在任。
  - 席楚霖，1938年8月-1939年在任，文夕大火在其任内发生。
  - 梁霖，？-1943年11月21日
  - 王秉丞，1943年11月21日-？。
  - 汪盛荻
  - 李毓九（代理），1945年9月9日-？在任。
  - 汪浩，1946年5月1日-1948年1月31日在任。
  - 蒋昆，1948年1月31日-1949年3月23日在任。
  - 陈介石，1949年3月30日-？在任。
  - 任建冰

## 中华人民共和国时期
- 长沙市军事管理委员会主任
  - 萧劲光，1949年8月19日-1949年8月22日在任。
- 长沙市人民政府市长
  - 阎子祥，1949年8月-1952年12月在任。
  - 尚子锦，1953年12月-1955年3月26日在任。
  - 曹　痴，1955年3月-1960年3月1日在任。
  - 王群伍，1960年3月1日-1968年2月18日在任。
- 长沙市革命委员会主任
  - 张　骥，1968年2月18日—1970年3月在任。
  - 景　林，1970年3月-1975年10月在任。
  - 齐寿良，1975年10月-1977年11月在任。
  - 石新山，1977年11月-1981年6月在任。
- 长沙市人民政府市长
  - 李照民，1981年6月-1982年2月在任。
  - 熊清泉，1982年2月-1982年12月以省委常委任代理市长。
  - 齐振瑛，1982年12月-1985年9月在任。
  - 王克英，1985年9月-1990年8月在任。
  - 张明泰，1990年8月-1994年10月在任。
  - 袁汉坤，1994年10月-1998年1月在任。
  - 杜远明，1998年1月-1999年10月在任。
  - 谭仲池，1999年10月-2007年11月在任。
  - 张剑飞，2007年11月-2013年12月在任。
  - 胡衡华，2013年12月－2016年11月在任。
  - 陈文浩，2016年12月-2018年1月在任。
  - 胡忠雄，2018年2月－2020年2月在任。
  - 郑建新，2020年2月－2023年5月在任。
  - 周海兵，就任日期2023年6月-现在。